# الواد سيدي اسعيد (تباردة)
الواد سيدي اسعيد هو دُوَّار يقع بجماعة المواريد، إقليم الصويرة، جهة مراكش آسفي في المملكة المغربية. ينتمي الدوّار لمشيخة تباردة التي تضم 6 دواوير. يقدر عدد سكانه بـ 919 نسمة حسب الإحصاء الرسمي للسكان والسكنى لسنة 2004.

## روابط خارجية
- البوابة الوطنية للجماعات الترابية
- المندوبية السامية للتخطيط